# Liste des crustacés utilisés en cuisine
 (avril 2021).
- Araignée de mer
- Cigale de mer
- Crabe vert
- Crabe royal du Kamtchatka
- Crevette
- Crevette géante d'eau douce
- Crevette grise
- Crevette rose
- Écrevisse
- Étrille
- Gambas
- Homard
- Langouste
- Langoustine
- Lepadomorpha
- Squille, ou Crevette-mante
- Tourteau